# Radu Sîrbu
Radu Sîrbu (født 14. december 1978) er en moldovisk sanger og musikproducer, der optræder under kunstnernavnet RadU. Han var en del af popbandet O-Zone, der er mest populære for singlen “Dragostea Din Tei”. Bandet bestod også af Dan Bălan og Arsenie Todiraș.